# Miguel Reina
Miguel Reina Santos (sinh ngày 21 tháng 1 năm 1946) là một cầu thủ bóng đá đã nghỉ hưu ở Tây Ban Nha, từng chơi như một thủ môn.
Anh đã chơi 312 trận La Liga trong 16 mùa, chủ yếu là đại diện của Barcelona và Atlético Madrid (bảy năm một lần), giành sáu danh hiệu lớn cộng lại.

## Câu lạc bộ sự nghiệp
Sinh ra ở Córdoba, Andalusia, Reina đã hoàn thành sự phát triển của mình với CF Córdoba địa phương. Anh ra mắt La Liga vào ngày 11 tháng 10 năm 1964 trong chiến thắng 2-0 trên sân nhà trước Elche CF, chỉ mới 18 tuổi và kết thúc mùa giải đầu tiên với 26 lần ra sân khi đội của anh xếp ở vị trí thứ năm.
Vào mùa giải năm 1966, Reina gia nhập FC Barcelona, chỉ xuất hiện trong bốn trận đấu trong ba năm đầu tiên khi anh đóng vai trò là người dưới quyền của cả Jose Manuel Pesudo và Salvador Sadurní. Từ năm 1969-70 trở đi, anh trở thành lựa chọn đầu tiên, tiếp tục giành được Copa del Rey thứ hai với đội bóng xứ Catalunya - người đầu tiên với tư cách là một thành viên tích cực - và thêm Cúp chiến thắng Ricardo Zamora cho chiến dịch 1972-1973 (tất cả 34 trận đấu được chơi cho Á quân và chỉ có 21 bàn thua, đăng một kỷ lục 824 phút mà không có bàn thắng nào kéo dài đến ngày 1 tháng 11 năm 2011 khi anh bị Víctor Valdés vượt qua).
Ở tuổi 27, Reina rời Barça và ký hợp đồng với Atlético Madrid, hiếm khi bỏ lỡ một trận đấu trong năm mùa giải đầu tiên và giành chức vô địch quốc gia năm 1977 - lần duy nhất của anh trong cuộc thi. Anh cũng lọt vào trận chung kết cúp châu Âu 1974 với FC Bayern Munich tại sân vận động Heysel ở Bỉ: sau 90 phút trận đấu đã hòa 0-0 và ở phút thứ 114, Luis Aragonés ghi bàn cho Colchoneros, nhưng Reina đã để lại Cú sút xa chỉ trong vài giây và người Tây Ban Nha tiếp tục thua 0-4.
Từ 1978 đến 1980, Reina chỉ có thể trở thành lựa chọn thứ ba tại Atlético và nghỉ hưu ở tuổi 34 với gần 450 lần xuất hiện chính thức trong khoản tín dụng của mình.

## Sự nghiệp quc tế
Reina kiếm được năm mũ cho Tây Ban Nha, trong khoảng thời gian ba năm rưỡi. Tác phẩm đầu tay được tung vào 15 tháng 10 năm 1969 trong một chiến thắng 6-0 trước Phần Lan cho 1970 FIFA World Cup vòng loại, thi đấu tại La Linea de la Concepción.
Trước đây, Reina đã được HLV Jose Villalonga chọn cho đội hình World Cup 1966 của mình ở Anh, còn lại trên băng ghế dự bị cho toàn bộ giải đấu.

## Đời tư
Con trai của Reina, Pepe, cũng là một cầu thủ bóng đá và một thủ môn. Anh ấy cũng chơi cho Barcelona và Tây Ban Nha, cũng đại diện cho Liverpool trong vài năm.
Trong mùa giải 1970-1971, Reina chỉ được chơi bởi huấn luyện viên người Anh Vic Buckingham từ Camp Nou, khi cầu thủ này liên tục bị người hâm mộ la ó sau màn trình diễn tệ hại trước FC Dynamo Moscow.

## Danh dự

### Câu lạc bộ
Barcelona
- Copa del Generalísimo: 1967-1968, 1970-1971
- Cúp hội chợ liên thành phố: 1971

Atlético Madrid
- La Liga: 1976
- Copa del Generalísimo: 1975 Từ76
- Cúp liên lục địa: 1974
- Cúp châu Âu: Á quân năm 1973 7474

### Quốc tế
Tây Ban Nha U18
- Giải vô địch U18 châu Âu của UEFA: Á quân 1964

### Cá nhân
- Ricardo Zamora Trophy: 1972-1973, 1976-1977